# Barbouriidae
Barbouriidae (лат.) — семейство настоящих креветок (Decapoda) из надсемейства Alpheoidea подотряда Pleocyemata. Включает около 10 видов.

## Описание
Это группа из 3 родов и 10 видов, обитающих в морских пещерах и анхиалиновых местообитаниях. Под последними понимаются пещеры и замкнутые водоемы, имеющие подземные связи с морем и, таким образом, подверженные влиянию приливов и отливов. Имеют короткий редуцированный рострум, глаза варьируют от нормального размера до сильно уменьшенных в размере и пигментации (например, Calliasmata rimoli; Barbouria cubensis). Карпус второго переопода сильно подразделен на ~20-30 члеников, а мультиартикуляция может распространяться также на мерус и ишиум. У некоторых барбуриид длинные ходильные ноги могут иметь подразделенные проподи и карпи, что обеспечивает им значительную гибкость при прикреплении к подземным стенам и субстратам. Окраска этих креветок, как и многих других подземных видов, как правило, варьирует или смешивает прозрачность со светлым или глубоким красноватым цветом. Хотя биология большинства видов неизвестна, было показано, что половая система по крайней мере одного вида (Parhippolyte misticia) представляет собой протандрический одновременный гермафродитизм (PSH, protandric simultaneous hermaphrodite), причем особи сначала созревают как самцы. Когда они становятся старше и крупнее, они созревают и размножаются как самки, сохраняя при этом мужскую половую функцию.

## Классификация
Включает 4 рода и около 10 видов.
- Barbouria Rathbun, 1912
- Calliasmata Holthuis, 1973[5]
- Parhippolyte Borradaile, 1900
- †Tomaricaris Garassino, Pasini & Nazarkin, 2022[6]